# Železniško postajališče Kanal
Železniško postajališče Kanal je eno izmed železniških postajališč v Sloveniji, ki oskrbuje bližnje naselje Kanal.